# Twin Lakes (Washington)
Twin Lakes az Amerikai Egyesült Államok északnyugati részén, Washington állam Ferry megyéjében elhelyezkedő statisztikai település. A 2010. évi népszámlálási adatok alapján 59 lakosa van.

## Népesség
A 2010-es népszámláláskor  59 lakója, 24 háztartása és 19 családja volt. A népsűrűség 5,5 fő/km2. A lakóegységek száma 237, sűrűségük 21,9 db/km2. A lakosok 40,7%-a fehér,  55,9%-a indián,    3,4%-a pedig kettő vagy több etnikumú. 
A háztartások 25%-ában élt 18 évnél fiatalabb. 58,3% házas, 8,3% egyedülálló nő, 12,5% egyedülálló férfi, 20,8% pedig nem család. 20,8% egyedül élt; 4,2%-uk 65 éves vagy idősebb. Egy háztartásban átlagosan 2,46 személy élt; a családok átlagmérete 2,74 fő.
A medián életkor 55,5 év volt. Lakóinak 23,7%-a 18 évesnél fiatalabb, % 18 és 24 év közötti, 18,7%-uk 25 és 44 év közötti, 28,9%-uk 45 és 64 év közötti, 28,8%-uk pedig 65 éves vagy idősebb. A lakosok 50,8%-a férfi, 49,2%-a pedig nő.